# Стоун, Харлан
Харлан Фиск Стоун (англ. Harlan Fiske Stone; 11 октября 1872, Честерфилд, Нью-Гэмпшир — 22 апреля 1946, Вашингтон) — американский юрист и государственный деятель, 12-й председатель Верховного суда США (1941—1946), 52-й генеральный прокурор США (1924—1925). 

## Биография

### Ранние годы
Харлан Фиск Стоун родился 11 октября 1872 года в Честерфилде, штат Нью-Гэмпшир, в семье Фреда Лосона Стоуна и его жены Энн Софии (урожденной Батлер) Стоун. Он посещал среднюю школу Амхерста. Далее он поступил в Массачусетский университет в Амхерсте, однако был исключен на втором курсе за драку с инструктором. Позже он поступил в Амхерстский колледж, где в 1894 стал членом общество Phi Beta Kappa.
С 1894 по 1895 год он был младшим мастером средней школы Ньюберипорта в Массачусетсе, где он также преподавал физику и химию. С 1895 по 1896 год он был преподавателем истории в Академии Адельфи в Бруклине, Нью-Йорк.

### Юридическая карьера
Стоун учился в юридической школе Колумбийского университета с 1895 по 1898 год, где получил степень бакалавра права. В 1898 году он был принят в Нью-Йоркскую коллегию адвокатов. Стоун занимался юридической практикой в Нью-Йорке, сначала как член фирмы Satterlee, а затем как партнер как партнер юридической фирмы Sullivan & Cromwell. С 1899 по 1902 год он читал лекции по праву в Колумбийской юридической школе. Он был профессором с 1902 по 1905 год, а впоследствии стал деканом школы. Он проработал деканом с 1910 по 1923 год. Он жил в Колизее, многоквартирном доме недалеко от университетского городка.
Во время Первой мировой войны Стоун в течение нескольких месяцев служил в составе Следственной комиссии военного министерства вместе с майором Уолтером Келлоггом из корпуса судейских адвокатов армии США и судьей Джулианом Маком. Комиссия рассмотрела дела 294 мужчин, чьи ходатайства о предоставлении статуса отказника по убеждениям были отклонены их призывными комиссиями. Комиссия определяла искренность принципов каждого человека, но часто опросу и вынесению решения уделялось всего несколько минут.
В конце войны он критиковал генерального прокурора США Александра Митчелла Палмера за его попытки депортировать иностранцев на основании административных мер, не допуская судебного пересмотра их дел. В это время Стоун также защищал права на свободу слова профессоров и социалистов. Колумбийская юридическая школа в данный период стала центром новой школы юриспруденции — юридического реализма. Реалисты-правоведы отвергли формализм и статические правовые нормы. В результате своей деятельности Стоун подвергся критики президентом Колумбийского университета Николасом Мюрреем Батлером как интеллектуальный консерватор, позволивший юридическому образованию в Колумбийском университете упасть «в колею».
В 1923 году, испытывая отвращение к конфликту с Батлером, а также ему надоели «все мелкие детали управления юридической школой», Стоун решил оставить пост декана и присоединился к престижной юридической фирме Sullivan & Cromwell. В данной фирме он получал гораздо более высокую зарплату и возглавил судебный отдел фирмы, в котором клиентами которого были крупные корпорации и практика недвижимого имущества.

### Генеральный прокурор США
1 апреля 1924 года его однокурсник в Амхерсте президент США Кэлвин Кулидж назначил его генеральным прокурором США. Кулидж считал, что Стоун будет восприниматься общественностью как безупречный человек, который будет должным образом наблюдать за расследованиями различных скандалов, возникающих при администрации Гардинга. Эти скандалы запятнали деловую репутацию его предшественника Гарри Догерти и вынудили его уйти в отставку. Одним из первых решений в качестве генерального прокурора Стоун стало увольнение доверенных лиц Догерти из Министерстве юстиции и их замена.
В качестве генерального прокурора он отвечал за назначение Эдгар Гувер в качестве главы Бюро расследований Министерства юстиции, которое позже стало Федеральным бюро расследований (ФБР). Стоун дал указание Гуверу сформировать агентство таким образом, чтобы оно напоминало британский Скотланд-Ярд и стало гораздо более эффективным, чем любая другая полицейская организация в стране.
На президентских выборах 1924 года Стоун агитировал за переизбрание Кулиджа. Он выступал против кандидата от прогрессивной партии Роберта М. Ла Фоллета, который предлагал предоставить Конгрессу США полномочия на повторное принятие любого закона, который Верховный суд США объявил неконституционным. Стоун обнаружил, что эта идея угрожает целостности судебной системы, а также разделению властей.

### Верховный суд США
Вскоре после выборов президента США судья Джозеф Маккенна ушел из Верховного суда США. 5 января 1925 года Кулидж выдвинул Стоуна на должность судьи в состав Верховного суда США. Его назначение было встречено общественностью с общим одобрением, при этом некоторые сенаторы подняли вопросы о связи Стоуна с Уолл-стрит. Чтобы успокоить эти опасения, Стоун лично ответил на вопросы судебного комитета Сената США при проведении голосования о его назначении. В итоге Стоун был утвержден Сенатом 5 февраля 1925 года. 2 марта 1925 года Стоун принес присягу в качестве члена Верховного суда США.
Верховный суд США в середине 1920-х годов в первую очередь занимался взаимоотношениями бизнеса и правительства. Большинство судей во главе с Уильямом Говардом Тафтом были стойкими защитниками бизнеса и капитализма, свободных от большей части государственного регулирования. Суд использовал доктрины надлежащей правовой процедуры и фундаментальное право «свободы договора» для наблюдения за попытками регулирования со стороны федерального правительства и штатов. Критики Суда утверждали, что судебная власть узурпировала законодательную власть и воплотила в своих решениях определённую экономическую теорию принципа невмешательства (Laissez-faire).
В период с 1932 по 1937 годы в Верховном суде США Стоун и его коллеги судьи Брэндайс и Кардозо считались тремя мушкетерами, занимая либеральную позицию. Все трое очень поддерживали новый курс президента Рузвельта, против которого выступали многие другие судьи Верховного суда США.
Поддержка Стоуна нового курса принесла ему пользу. Так 12 июня 1941 года президент Рузвельт назначил Стоуна главным судьей Верховного суда США. Данную должность освободил Чарльз Эванс Хьюз. Стоун был также личным выбором Хьюза в качестве преемника. Стоун был утвержден Сенатом США 27 июня 1941 года. Стоуна оставался в должность до конца своей жизни.

### Главный судья Верховного суда США
В качестве главного судьи Стоун выступал от имени Суда, поддерживая полномочия президента судить нацистских диверсантов, захваченных на американской земле военными трибуналами в Ex parte Quirin. Рассмотрение этого дела судом стало предметом пристального внимания и разногласий.
В качестве главного судьи Стоун назвал Нюрнбергский суд «мошенничеством» в отношении немцев, хотя его коллега и преемник на посту судьи Роберт Х. Джексон выполнял функции обвинителя от США.
Стоун умер от кровоизлияния в мозг 22 апреля 1946 года в своем доме в Вашингтоне. Он похоронен на кладбище Рок-Крик в районе Петворт в Вашингтоне, округ Колумбия.

## Другие занятия
Стоун был директором компании Atlanta & Charlotte Air Line Railroad , президентом Ассоциации американских юридических школ, членом Американской ассоциации юристов и членом Литературного общества Вашингтона в течение 11 лет. Стоун был удостоен почетной степени магистра искусств Амхерстского колледжа в 1900 году и почетного доктора права в 1913 году. Йельский университет присвоил ему степень почетного доктора права в 1924 году. Колумбия и Уильямс присудили ему одинаковую почетную степень в области медицины.
Юридическая школа Колумбийского университета присуждает стипендии Харлана Фиске Стоун студентам, продемонстрировавшим отличную успеваемость.
Юридическая школа Йельского университета вручает приз Харлана Фиске Стоун каждую осень победителям конкурса Morris Tyler Moot Court.

## Семья
Стоун женился на Агнес Э. Харви в 1899 году. В браке у них родилось 2-е детей: Лоусон Стоун и Маршалл Стоун.